# Ájtte
O Ájtte, Museu das Montanhas e dos Lapões (em sueco:  Ájtte, Svenskt fjäll- och samemuseum;  PRONÚNCIA) é um museu localizado na cidade de Jokkmokk, dedicado à cultura do lapões (MODERNAMENTE Sámi) e às altas montanhas da província histórica sueca da Lapónia. Apresenta a cultura e a história dos lapões, assim como a natureza e a cultura das altas montanhas da Suécia, incluindo a colonização sueca e a exploração das minas da região.

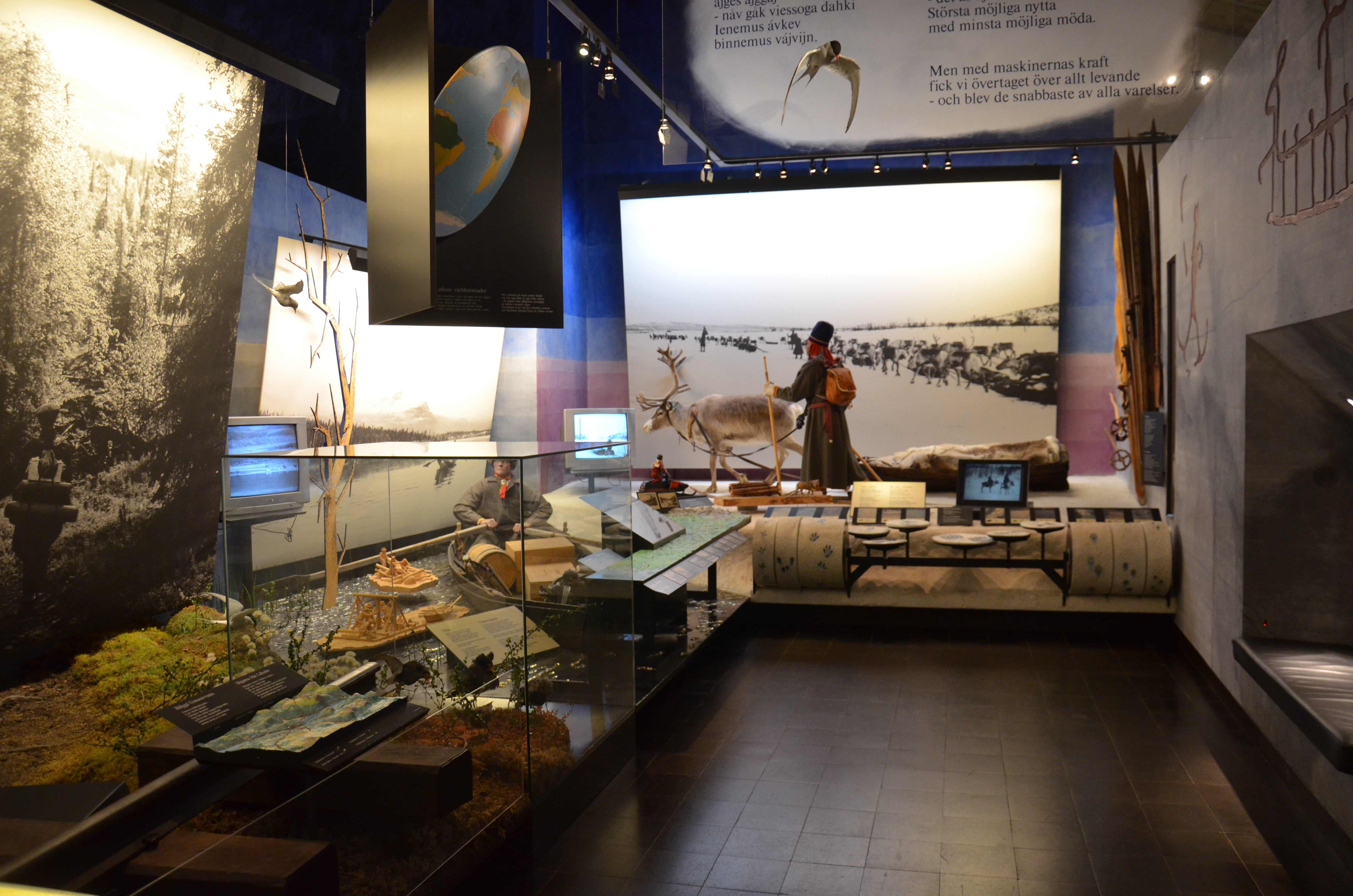
A vida nómada dos Lapões (Sámi)
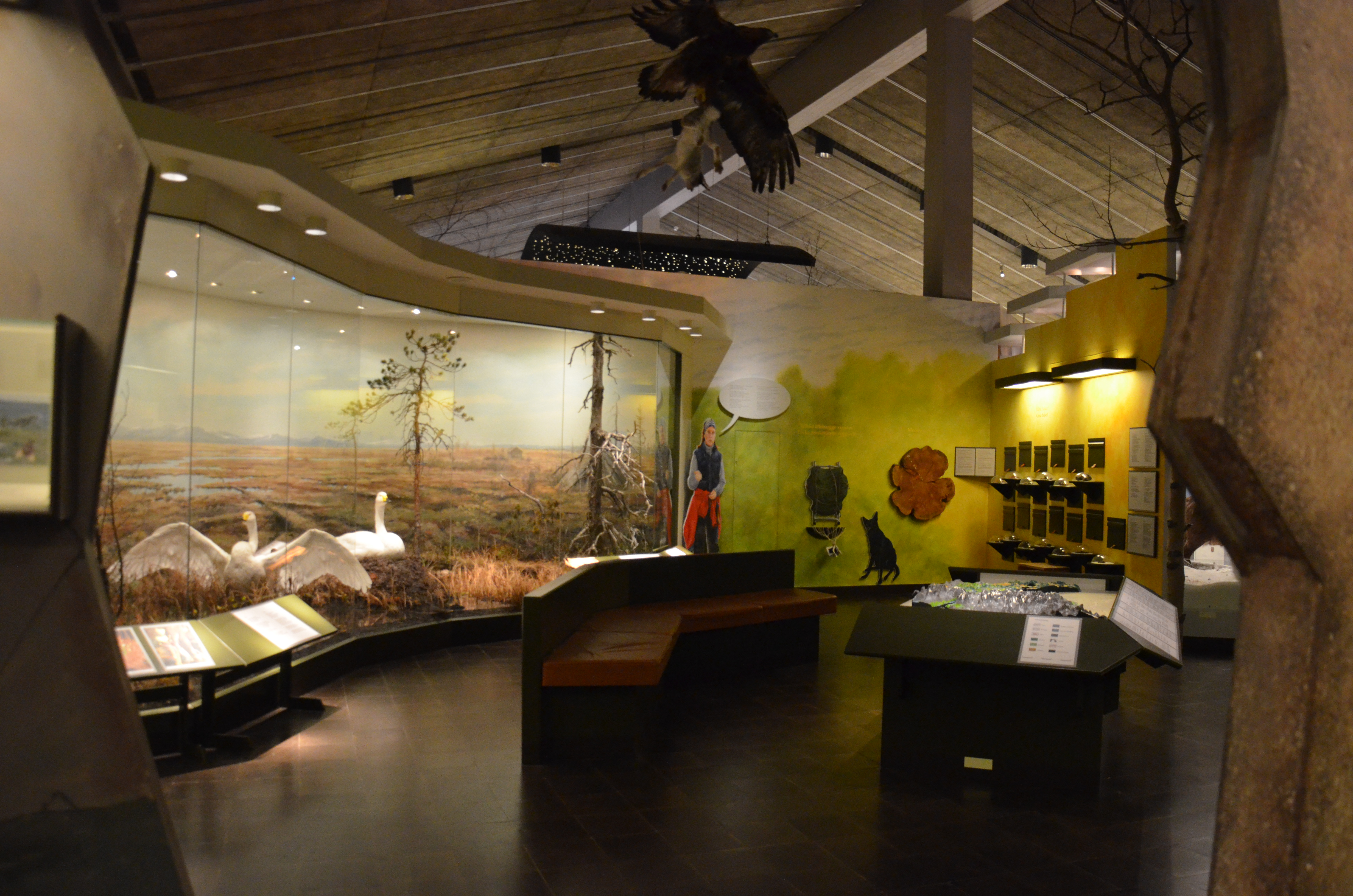
As altas montanhas da Lapónia sueca
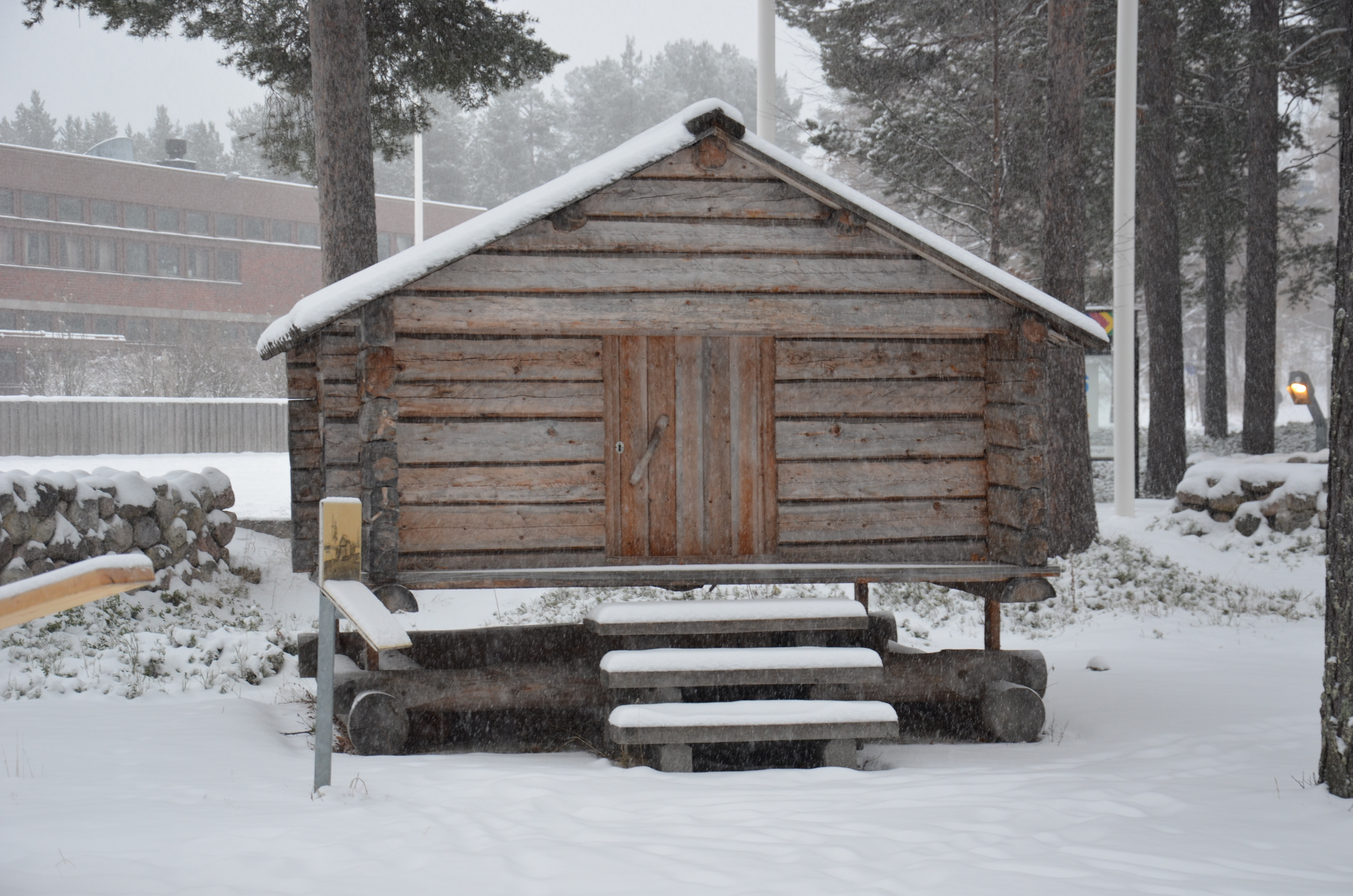
Cabana lapónica (ájtte em lapão de Lule) no exterior do museu